# Sundae in New York
Sundae in New York est un film d'animation américain réalisé et produit par Jimmy Picker en 1983.
Il a remporté l'Oscar du meilleur court métrage d'animation en 1984.

## Synopsis
Le film caricature des personnalités de New York comme Frank Sinatra, Rodney Dangerfield, Alfred E. Neuman, Woody Allen ou encore la statue de la Liberté,.

## Fiche technique
- Réalisation : Jimmy Picker
- Production :  Motionpicker Productions
- Musique : John Kander
- Type : animation stop motion
- Durée : 3 minutes

## Distribution
- Scott Record : voix

## Nominations et distinctions
- 1984 : Oscar du meilleur court métrage d'animation[3]